# Pärlsmyg
Pärlsmyg (Elachura formosa) är en asiatisk unik mycket liten tätting som numera placeras i den egna familjen pärlsmygar (Elachuridae).

## Utseende
Pärlsmygen är en mycket liten fågel som endast mäter 10 centimeter, inklusive sin mycket korta stjärt. Den är genomgående mörkbrun med roströda vingar. Över hela kroppen syns vita pringar som på vingar och stjärt övergår till svarta band.

## Utbredning och systematik
Fågeln förekommer i fuktiga skogar i södra och sydöstra Asien, från östra Nepal, nordöstra Indien och nordöstra Bangladesh till sydöstra Kina (Yunnan fläckvist österut till Fujian och Guangdong) och vidare söderut till västcentrala Myanmar, centrala Laos och nordvästra Vietnam. Den behandlas som monotypisk, det vill säga att den inte delas in i några underarter.

### Släktskap
Tidigare placerades arten okontroversiellt i familjen timalior och släktet Spelaeornis med det svenska trivialnamnet pärlsmygtimalia. Molekylära studier visar dock förvånande nog att denna art utgör en egen basal utvecklingslinje utan några idag förekommande nära släktingar, varför den numera placeras i en nyskapad egen familj, Elachuridae. Den är mycket lik timaliorna i Spelaeornis men denna likhet beror förmodligen på konvergent evolution. Möjligen är den närmast släkt med överfamiljen Bombycilloidea där bland annat sidensvansarna ingår.

## Ekologi
Pärlsmygen trivs i subtropisk och tropisk fuktig bergsskog, i undervegetation och täta buskage med en förkärlek för täta ormbunkar, mossiga stenar och ruttnande trädstammar, ofta nära en bäck eller fors.

## Namn
Fågeln kallades på svenska tidigare pärlsmygtimalia när man trodde den tillhörde Timaliidae.

## Status och hot
Arten har ett stort utbredningsområde och en stor population, men tros minska i antal till följd av habitatförstörelse, dock inte tillräckligt kraftigt för att den ska betraktas som hotad. Internationella naturvårdsunionen IUCN kategoriserar därför arten som livskraftig (LC). spopulationen har inte uppskattats men den beskrivs som alltifrån ovanlig till sällsynt.